# Xyrodes calorata
Xyrodes calorata is een keversoort uit de familie bladsprietkevers (Scarabaeidae). De wetenschappelijke naam van de soort is voor het eerst geldig gepubliceerd in 1907 door Blackburn.